# Famille de Chartres
 (mars 2022).
La famille de Chartres est une ancienne Maison de la noblesse française, ayant eu un rôle important dans l'Histoire de France.

## Premières attestations
La famille de Chartres apparaît clairement dans les chartes au cours de la seconde moitié du XIIe siècle. C'est alors une famille de chevaliers dont tous les membres paraissent être des fidèles très proches du comte. Tant que celui-ci s'entoure d'une petite cour de vassaux locaux quand il séjourne à Chartres - en fait jusqu'au départ de Thibaud V pour la croisade - ils y sont toujours présents et apparaissent régulièrement comme témoins dans les actes comtaux.
Dès cette époque, les Chartres acquièrent la seigneurie de Ver-lès-Chartres, bien qu'il ne mettent clairement ce titre en avant que dans le second tiers du XIIIe siècle. L'étendue de leurs biens et de leurs pouvoirs est difficile à percevoir avec quelque précision.  Ils jouissent certainement de biens fonciers concentrés au sud et au sud-est de Chartres, dans la proximité immédiate de la ville, mais ne dédaignent pas des opérations sur les rentes et même le crédit. Ils apparaissent très représentatifs de cette couche de petits vassaux comtaux dont André Chédeville a pu écrire :
« Au XIIe siècle, bon nombre de familles dont la richesse foncière ne fait aucun doute et qui exercent souvent une partie des droits banaux dédaignent l'appellation de miles sans oser se parer encore du titre de dominus : c'est le cas des familles de Chartres, de l'Eau, de Friaize, Aiguillon, Chenard, Morhier, etc ». C'est dans ce cercle de dominants modestes que les Chartres trouvent d'ailleurs tout ce que nous leur connaissons de relations et d'alliances.
La principale illustration de la famille est représentée par ce Guillaume qui se fit templier vers 1191/1192 et devint, au terme d'une carrière obscure, maître de l'Ordre en 1210, avant d'aller mourir d'une fièvre épidémique sur les sables de Damiette en 1219. Pendant deux ou trois générations, la famille semble avoir entretenu des relations étroites avec le Temple et, plus précisément, avec la commanderie de Sours fondée en 1192 à partir d'une dotation comtale.
Après lui, les Chartres n'ont plus guère renoué avec la grande histoire. Bien que leur fortune ait sans doute connu des fluctuations diverses dès le milieu du XIIIe siècle, la tour de Ver semble être restée le lieu symbolique et le point de ralliement de la famille, ou du moins de sa branche aînée. Depuis les années 1220, des sires presque tous nommés Guillaume s'y succèdent ; au XVe siècle encore, on trouve un Jean de Chartres qui s'affiche comme seigneur de Ver.
Ils ont à peu près sûrement éclaté en diverses branches. Il est très probable, mais non avéré, qu'un fil généalogique relie l'une d'elles aux grands Chartres du XVe siècle et notamment à ce Regnaut de Chartres qui fut archevêque de Reims et sacra le dauphin Charles VII en présence de Jeanne d'Arc.

## Famille et l'Ordre du Temple
En 1193, Robert de Chartres conclut un curieux arrangement avec les Templiers. D'après cet acte, Robert avait disposé d'un cens de 100 sous in vico Casteleti [= dans le bourg du Châtelet à Chartres] pour constituer la dot de sa sœur ; il ignorait alors que son frère Guillaume avait donné ce même cens aux frères du Temple lorsque, désireux d'aller combattre outre-mer, il avait pris l'habit de l'Ordre. Après des tractations dans lesquelles sont intervenus, outre Robert et son frère, quelques-uns de ses amis et d'autres religieux de l'Ordre, les Templiers acceptent de remplacer les 100 sous par un autre cens de 20 sous seulement sur le nouveau bourg du Muret (in novo vico Murioli), complété par une donation de terres à Bucé (in villa Busillei). Nous avons conservé l'acte original, sur parchemin scellé du sceau de Robert, signé par Godefroid et Simon de Berou, Eudes d'Alonnes et deux Templiers : fr.Goherus Garini et fr. Wilhelmus de Carnoto avunculus ejus.
On croise les sires de Bérou et d'Allones ailleurs dans les documents et ce sont sans doute eux qui représentent les amis évoqués dans le texte. Quant à Goherus Garin, il est tentant de l'identifier à ce frère Goerius qui apparaît, une quinzaine d'années auparavant, comme preceptor d'Arville ou encore à ce Goers Garinus, témoin vers 1190 d'une donation du vidame de Chartres, dans une charte où tout le monde est indistinctement qualifié de dominus.
Nous apprenons ainsi simultanément que Robert avait un frère templier, nouvellement entré dans l'ordre et qu'un autre Guillaume, qualifié d'avunculus, l'était déjà.